# Quận Flagler, Florida
Quận Flagler là một quận thuộc tiểu bang Florida, Hoa Kỳ. Quận lỵ đóng ở Bunnell6. 
Dân số theo điều tra năm 2010 của Cục điều tra dân số Hoa Kỳ là 95696 người.

## Địa lý
Theo Cục điều tra dân số Hoa Kỳ, quận này có diện tích 1480 km2, trong đó có 220 km2 là diện tích mặt nước.